# اکوماک (ویرجینیا)
اکوماک، ویرجینیا (به انگلیسی: Accomac, Virginia) در ایالات متحده آمریکا است که در شهرستان اکوماک، ویرجینیا واقع شده‌است.

## خصوصیات
اکوماک ۱٫۱ کیلومترمربع مساحت و ۵۱۹ نفر جمعیت دارد و ۱۲ متر بالاتر از سطح دریا واقع شده‌است.